# Judeollatí
El Judeollatí o La‘az és la varietat lingüística parlada per les nombroses comunitats jueves presents per tot l'Imperi Romà, però sobretot per les comunitats jueves de la península Itàlica i de la Gàl·lia Cisalpina.
S'ha proposat que el judeollatí és la llengua predecessoria de totes les llengües judeoromàniques, però només es troba un vincle fonològic estret amb el judeoprovençal. Aquesta teoria sosté que el judeoprovençal i el zarfàtic varen evolucionar a partir de variants del Laaz ha-Maarav (judeollatí occidental) i que el judeoitalià prové del Laaz ha-Darom (judeollatí meridional). La relació amb el judeocatalà (o catalànic), el ladí i el judeoportuguès resulta molt més llunyana.
El judeollatí no només va influir en les altres llengües judeoromàniques, sinó també en el jiddisch i el rotwelsch, a través de les seves llengües derivades, el judeoitalià, el judeoprovençal i el zarfàtic.